# Fred
|  | For fodboldspilleren, se Fred (fodboldspiller) |
Fred anses traditionelt for at være en tilstand af harmoni, hvor krig og/eller uro ikke optræder.
Akademisk skelnes mellem negativ fred, der henviser til fraværet af 'direkte vold', og positiv fred, som refererer til fraværet af 'strukturel vold'. Således bliver begreberne vold og strukturel vold ifølge den norske fredsforsker Johan Galtung begrebsgivende for fred. 'Strukturel vold' indbefatter fx sult, diskursive trusler, og fravær af borgerrettigheder.
Fred er ikke fraværet af konflikt, men i højere grad evnen og viljen til at afvikle konflikter gennem dialog og samarbejde .